# Schweigekanzler
Schweigekanzler ist in Österreich ein pejoratives politisches Schlagwort für einen Regierungschef, der sich nicht zu einer wichtigen Thematik äußert. Der Ausdruck wurde 2005 und wieder 2018 zum Österreichischen Wort des Jahres in Bezug auf Wolfgang Schüssel respektive auf Sebastian Kurz gewählt.
Das Wort erschien in der Zeit der Regierung Schüssel (2000–2007), einer Koalition der konservativen ÖVP mit der rechtsgerichteten FPÖ (dann BZÖ) unter Jörg Haider. Bundeskanzler Wolfgang Schüssel wurde von der Opposition vorgeworfen, sich zu wenig von rechtspopulistischen und radikalen Aussagen des Koalitionspartners zu distanzieren.
Sebastian Kurz (2017 bis 2019 Bundeskanzler für die ÖVP), der wiederum eine Koalition mit der FPÖ (Vizekanzler Strache) einging, wurde ebenfalls mit diesem Wort bedacht. Die Regierung war mit der erklärten Absicht angetreten, sich nicht wie die rot-schwarze Vorregierung in innerkoalitionären Disputen zu verlieren. Da es auch in dieser Zeit Vorwürfe an die FPÖ wegen mangelnder Distanz zur extremen Rechten gab, die Kurz kaum kommentierte, prägte der Politologe Peter Filzmaier hierzu „Schweigekanzler 2.0“.
Aktuell in vermehrte Verwendung kam der Begriff wieder im Zusammenhang mit der Ibiza-Affäre im Mai 2019, als Bundeskanzler Kurz auffallend spät reagierte, obwohl er das damit verbundene Video Berichten zufolge bereits 48 Stunden vor der Veröffentlichung durch die Süddeutsche Zeitung und den Spiegel kannte. Tatsächlich meldete sich Kurz erst mehr als 24 Stunden nach Veröffentlichung, um die Regierung auf- und die Neuwahl des Nationalrates anzukündigen.